# Acetylide

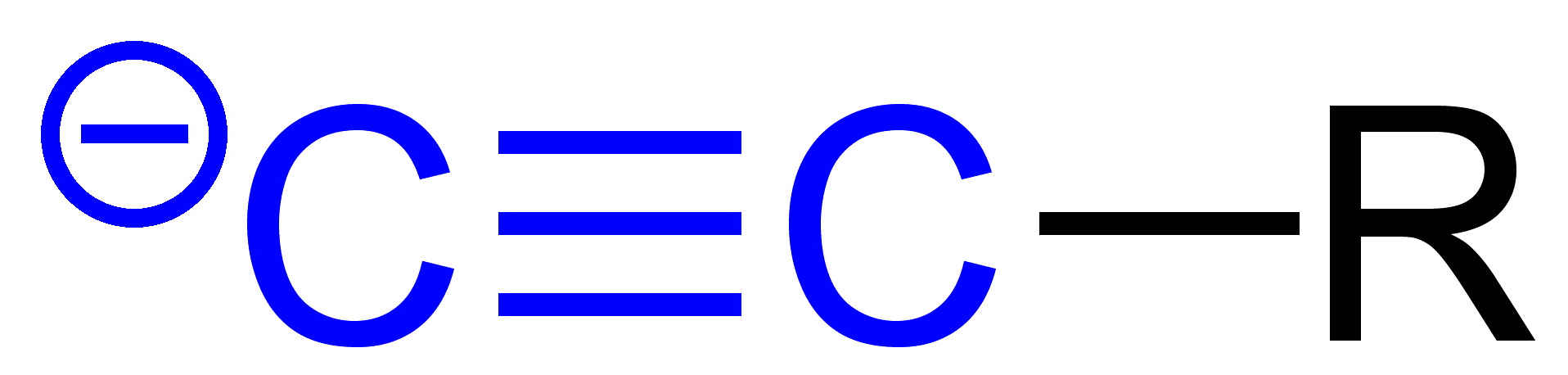
Allgemeine Formel der Acetylide. Im einfachsten Acetylid ist R = H. Der Rest R kann auch für einen Organyl-Rest (Alkyl-Rest, Aryl-Rest, Alkylaryl-Rest etc.) stehen. Der Acetylid-Rest ist blau markiert.

Acetylide sind Salze von Alkinen mit einer endständigen Kohlenstoff-Kohlenstoff-Dreifachbindung. Ein Acetylid-Ion ist mithin ein Carbanion, welches aus der Deprotonierung eines Ethin-Derivates hervorgeht. Aufgrund des hohen pKs-Werts von 25 sind dazu jedoch recht starke Basen notwendig (beispielsweise Butyllithium oder Amide wie Natriumamid). Das einfachste Acetylid ist das vom Ethin abgeleitete Acetylid-Anion. Acetylide sind reaktive Spezies und eignen sich gut für nucleophile Substitutionsreaktionen oder Additionen. Schwermetallacetylide sind explosive Substanzen von großer Empfindlichkeit im trockenen Zustand. Beispielsweise wird beim längeren Kontakt von Acetylen mit Kupfer oder Legierungen mit hohem Kupfergehalt (> 65–70 %) explosionsfähiges Kupferacetylid gebildet. Weitere Vertreter sind Calciumcarbid und Silberacetylid.